# Imposición óptima
La Teoría de la imposición óptima es el estudio y la implementación de como diseñar un sistema impositivo para reducir al mínimo la distorsión y la ineficiencia sujeto a aumentar los ingresos gubernamentales a través de impuestos distorsivos en el mercado. Un impuesto neutral es un impuesto teórico que evita la distorsión y la ineficiencia completamente. En igualdad, si un contribuyente tiene que elegir entre dos proyectos económicos que se excluyen mutuamente (digamos inversiones) que tienen el mismo riesgo y rentabilidad antes de impuestos, el que tiene la tasa más baja o con un exención de impuestos mayor sería elegido de forma racional. Así, los economistas sostienen que los impuestos distorsionan el comportamiento general.

## Los ingresos fiscales
Generar una cantidad suficiente de ingresos para financiar el gobierno es sin duda el objetivo más importante del sistema tributario. La tributación óptima, es la teoría del diseño e implementación de los impuestos que reduzcan la ineficiencia y distorsiones en el mercado a través de un óptimo de Pareto y que dadas ciertas restricciones, está en constante debate. A pesar de que la desigualdad siempre va a existir incluso dentro de los mercados más eficientes, el objetivo de los impuestos óptimos es eliminar la mayor cantidad posible de ineficiencia y aumentar así los ingresos para financiar el gasto público. Con cualquier impuesto, siempre habrá un exceso de carga o costo adicional para el consumidor y el productor. Cuando el consumidor compra el bien o servicio gravado, a mayor elasticidad o capacidad de respuesta, el producto solicitado, mayor es la carga tributaria ya sea en el consumidor o productor. Las personas naturales o jurídicas que tienen la curva de demanda más inelástica pagan la peor parte de la curva de carga excesiva. Sin embargo, la desventaja de colocar impuestos mayores sobre los bienes inelásticos es que el impuesto más alto dará lugar a menor cantidad intercambiada y por tanto una menor pérdida de peso muerto de la reducción de los ingresos.

### La equidad horizontal y vertical
Cuando se habla de lo que sería un nivel impositivo justo y óptimo, es importante el principio de equidad, tanto horizontal como vertical. La equidad se determina evaluando primero la capacidad de pago de un individuo. La idea de capacidad de pago a principio considere si es o no es justo impuestos alguien más sólo porque esa persona tiene la capacidad y los recursos para pagar. Si se decide que deben ser obligados a pagar más, la cuestión de cómo surge mucho más. Estas preguntas pueden ser analizados a través de la equidad horizontal y vertical que son subconjuntos de la de pagar habilidad principio. La equidad horizontal sugiere que es justo para las personas de igual capacidad económica pagar la misma cantidad en impuestos. La equidad vertical es la idea de que las personas que tienen una mayor capacidad para pagar debe pagar más que los que tienen una menor capacidad de pago, siempre y cuando el aumento en el nivel de impuestos se considere razonable.
Los problemas con la equidad horizontal consisten en la idea de que la imposición de los individuos con la misma capacidad de pago implica que dos personas que obtienen la misma renta se graven por igual. Sin embargo, Randall G. Holcombe muestra un escenario en el que una de estas personas es soltera, mientras que la otra se casó con los niños, y que la carga de estas personas la misma cantidad no refleja correctamente su capacidad de pago. Por el contrario, esta situación también puede admitir el argumento contrario. En este mismo ejemplo, si una persona decide pasar sus ingresos para mantener a su familia, y otro para viajar, cada persona ahora tiene menos dinero con que pagar los impuestos. Sin embargo, esto plantea la cuestión de cómo el gobierno debería tratar estas opciones de manera diferente en todo caso a efectos fiscales. Holcombe mostró a través de sus ejemplos, que se pueden aplicar diferentes criterios fiscales a la misma situación y llegar a una solución lógica diferente, pero como se trata de cuestiones normativas, puede ser difícil llegar a una solución. Por lo tanto, corresponde a cada sociedad determinar qué estructura tributaria debe de implementar.
La equidad vertical indica que el gobierno debe fijar mayores impuestos a los que tienen mayores capacidades para pagar y menores a los que tienen una menor capacidad para hacerlo. Sin embargo, los problemas surgen de inmediato con la equidad vertical, porque no sólo los políticos tienen que definir lo que significa tener una mayor capacidad de medios, sino que también tienen que determinar lo que un aumento adecuado de los impuestos es para los que tienen una mayor capacidad de pago. Prácticamente, la equidad vertical, proporciona una solución a estos problemas. Por otra parte, debido a la complejidad de las políticas fiscales actuales, los que tienen mayores ingresos y mayor capacidad de pago son capaces de evitar el pago de impuestos de manera que los que soportan cargas inferiores no pueden. Sin embargo, es necesario considerar la mejor manera de crear y establecer un código tributario justo el concepto de equidad vertical. Debido a que existe un amplio consenso en que los de mayores ingresos deberían pagar más impuestos, esto ayuda a aliviar la presión fiscal sobre aquellos cuya capacidad de pago es menor. Le corresponde entonces a los responsables políticos determinar el aspecto que tiene y cuánto más perceptores de mayores ingresos deberían estar obligados a pagar.
Sin embargo, como con cualquier impuesto, aplicación de impuestos más altos afectarán negativamente a los incentivos y alterar el comportamiento de un individuo. En su artículo "Los efectos de impuestos sobre el comportamiento económico", Martin Feldstein explica cómo es importante para la estimación de los ingresos, el cálculo de la eficiencia y la comprensión de las externalidades negativas en el corto plazo el comportamiento económico determinado por los impuestos. En su artículo, al igual que gran parte de su investigación sobre este tema, se opta por centrarse principalmente en cómo se ven afectados los hogares. Feldstein reconoce que los impuestos altos disuaden a las personas de participar activamente en el mercado, provocando una tasa de producción más baja, así como una pérdida de eficiencia. Sin embargo, debido a que es difícil de ver resultados tangibles de la pérdida de peso muerto, los responsables políticos en gran medida ignoran. Feldstein expresa su frustración de que los responsables políticos todavía tienen que comprender estos conceptos y por lo tanto no hacer política que corregir este mal.

### Impuestos de suma fija
Un tipo de impuestos que no crea un gran exceso de gravamen es el impuesto de cuota fija. Un impuesto de suma fija es un impuesto fijo que debe pagarse por cada uno y la cantidad que una persona se grava se mantiene constante independientemente de los ingresos o de los activos en propiedad. No crea exceso de carga, porque estos impuestos no alteran las decisiones económicas. Dado que el impuesto se mantiene constante, los incentivos de los individuos y los incentivos de una empresa no fluctuarán como, por ejemplo, un impuesto sobre la renta progresivo que grava las personas más por ganar más.
Esta idea ha sido representada a través del impuesto sobre el valor del suelo, que Henry George sobre todo defendió en Progreso y Miseria. Este impuesto, que está cerca del impuesto de cuota fija, es un impuesto sobre los aspectos mejorados de la tierra y no tiene en cuenta la mejora de aspectos tales como edificios en la tierra. George sostuvo que debido a que el valor de la tierra es creada por la comunidad, el ingreso debe pertenecer a ellos. Es similar al impuesto a tanto alzado, ya que no va a crear ineficiencias a través de desaliento producción o distorsionar el mercado que lleva a una pérdida de eficiencia. Además, se fomenta el desarrollo de la tierra en zonas de gran valor, como las ciudades, ya que dejar la tierra fuera de uso en esos lugares sería muy costoso para el propietario. Desarrollo superior es probable que conduzca a reducir las rentas y que las ciudades sean más asequibles. Se reducirían sustancialmente la especulación y el acaparamiento de tierras.
Los impuestos de suma fija no son políticamente conveniente, ya que requeriría una reforma completa del sistema tributario. Impuestos globales también son populares cuando son evaluados por habitante, ya que son regresivos y no tienen en cuenta la capacidad de los ciudadanos para pagar. Sin embargo, los impuestos sobre el valor del suelo son generalmente progresiva ya propiedad de la tierra se concentra en el tiempo. Por otra parte, los impuestos sobre el valor del suelo fomentar el uso productivo de la tierra y genera crecimiento económico. A pesar de sus beneficios, los impuestos sobre el valor del suelo son difíciles de implementar porque los propietarios constituyen un poderoso grupo de interés especial.
Impuestos de suma fija puede ser progresivo o regresivo, dependiendo de lo que la suma global se está aplicando. Un impuesto colocado en las etiquetas del coche sería regresivo, ya que sería la misma para todos, independientemente del tipo de coche el dueño compró y, al menos en los Estados Unidos, incluso los pobres propio coche. Las personas que ganan menos ingresos pagarían entonces más como un porcentaje de sus ingresos que los perceptores de ingresos más altos. Un impuesto sobre los aspectos mejorados de la tierra tiende a ser un impuesto progresivo, ya que cuanto más rico se es, más tierra se tiende a tener y los pobres generalmente no poseen tierra alguna.
Un, inesperada suma fija tasa que es proporcional a la riqueza o los ingresos también es no distorsionar. En este caso, a pesar de la riqueza o los ingresos es penalizado, la naturaleza inesperada de los impuestos significa que no hay freno para la acumulación de activos, ya que por definición los que la acumulación de estos activos no son conscientes de que una parte de esos activos se gravarán en el futuro.

## Impuestos sobre productos básicos
Frank P. Ramsey (1927) desarrolló una teoría para óptimos impuestos sobre las ventas de los productos básicos en su artículo "Una contribución a la teoría de la imposición". El problema está estrechamente relacionado con el problema de la fijación de precios de monopolio socialmente óptima cuando los beneficios se limitan a ser positivo, conocido como el problema de Ramsey . Él fue el primero en hacer una contribución significativa a la teoría de la imposición óptima desde un punto de vista económico, y gran parte de la literatura que se ha seguido refleja las observaciones iniciales de Ramsey.
Quería enfrentar el problema de cómo ajustar las tasas de impuestos sobre el consumo, en virtud de las limitaciones especificadas, por lo que la reducción de la utilidad es mínima. En un intento de reducir el exceso de carga de los impuestos al consumo, Ramsey propuso una solución teórica de que los impuestos al consumo debe ser inversa a la elasticidad precio de la demanda para el bien. Sin embargo, en la práctica, es problemático para limitar los planificadores sociales de una forma de impuestos. Es mejor que les permita considerar todas las posibles estructuras fiscales.
Usando la regla de Ramsey como base para sus trabajos, Peter Diamond y James Mirrlees proponen una alternativa a la proposición de Ramsey, al permitir que el planificador considere numerosos sistemas fiscales, y su modelo ha prevalecido en las teorías fiscales. En su primer artículo, "La fiscalidad óptima y Producción Pública I: Eficiencia de Producción" Diamond y Mirrlees consideran que el problema de la información imperfecta intercambia entre los contribuyentes y el planificador social. Según su argumento, la capacidad de una persona para obtener ingresos es diferente. Aunque el planificador puede observar los ingresos, que no pueden observar directamente en la capacidad o el esfuerzo de obtener ingresos de la persona, de modo que si el planificador intenta aumentar los impuestos a los que tienen alta capacidad de obtener ingresos, los incentivos de los individuos para ganar una disminución de ingresos altos. Se enfrentan a la disyuntiva del gobierno entre igualdad y eficiencia que cuando más impuestos se imponen a los que tienen el potencial de ganar salarios más altos, no están incentivados a hacer el esfuerzo extra para ganar un mayor ingreso. Se basan en lo que se ha marcado el principio de revelación donde los planificadores deben implementar un sistema de impuestos que proporciona incentivos adecuados para que las personas a revelar su verdadera asalariada habilidades.
Siguieron esta idea en la segunda entrega de su artículo "La fiscalidad óptima y Producción Pública II: Normas Tributarias,". Donde se discuten los programas de tarifas impositivas marginales para las rentas del trabajo [13] Si el responsable de la política en marcha un aumento de los impuestos en la tasa impositiva marginal en un menor ingreso, que desalienta a las personas a que los ingresos por trabajo duro. Sin embargo, este mismo aumento para personas de altos ingresos no distorsiona los incentivos, porque a pesar de que aumenta su tasa de impuesto promedio, la tasa marginal de impuestos sigue siendo el mismo. Por ejemplo, dar 100 dólares vale más que una fuente de ingresos de bajos ingresos que a un perceptor de ingresos altos. Diamond y Mirrlees llegaron a la conclusión de que la tasa marginal de impuestos o el tipo impositivo más alto debe ser igual a cero y la tasa óptima debe estar entre cero y uno. Esto proporciona los incentivos adecuados para que las personas trabajen en su nivel óptimo.

## Evolución de la teoría fiscal
William J. Baumol y David F. Bradford en su artículo "Departures óptimos de precios por costo marginal" también discuten la distorsión de los precios impuestos causa. Se examina la idea de que el fin de alcanzar el punto óptimo de asignación de recursos, los precios que se desvían del costo marginal son obligatorios. Reconocen que con cada impuesto, hay algún tipo de distorsión de los precios, por lo que afirman que cualquier solución sólo puede ser la segunda mejor opción y cualquier solución que se propone es bajo esa restricción adicional. Sin embargo, su teoría se diferencia de otras publicaciones en este tema. En primer lugar, se trata de precios cuasi-óptima, mirando a cuatro opciones para el óptimo de Pareto con los precios ajustados. En segundo lugar, expresan su teoría en términos más simplificados que se incurre en una pérdida de aplicación realista. En tercer lugar, combina las tres mesas: la teoría del bienestar, las contribuciones de los reglamentos y las finanzas públicas. Llegan a la conclusión de que bajo las limitaciones, la teoría de la mejor manera posible para acercarse al óptimo, que no es "mejor" en absoluto, es la división sistemática entre los precios y los costes marginales.
En su artículo titulado "La fiscalidad óptima en teoría," Gregory Mankiw revisa la literatura actual en las teorías sobre la tributación óptima y analiza el cambio en la teoría de la imposición en los últimos decenios. Como Diamond y Mirrlees, Mankiw reconoce la falla en el modelo de Ramsey que los planificadores pueden obtener ingresos a través de impuestos sólo sobre materias primas, pero también señala la debilidad de la propuesta de Mirrlees. Mankiw sostiene que Diamond y de la teoría de Mirrlees es extremadamente complejo debido a lo difícil que es mantener un registro de las personas que producen en sus niveles máximos.